# 舒瓦瑟尔拱廊街

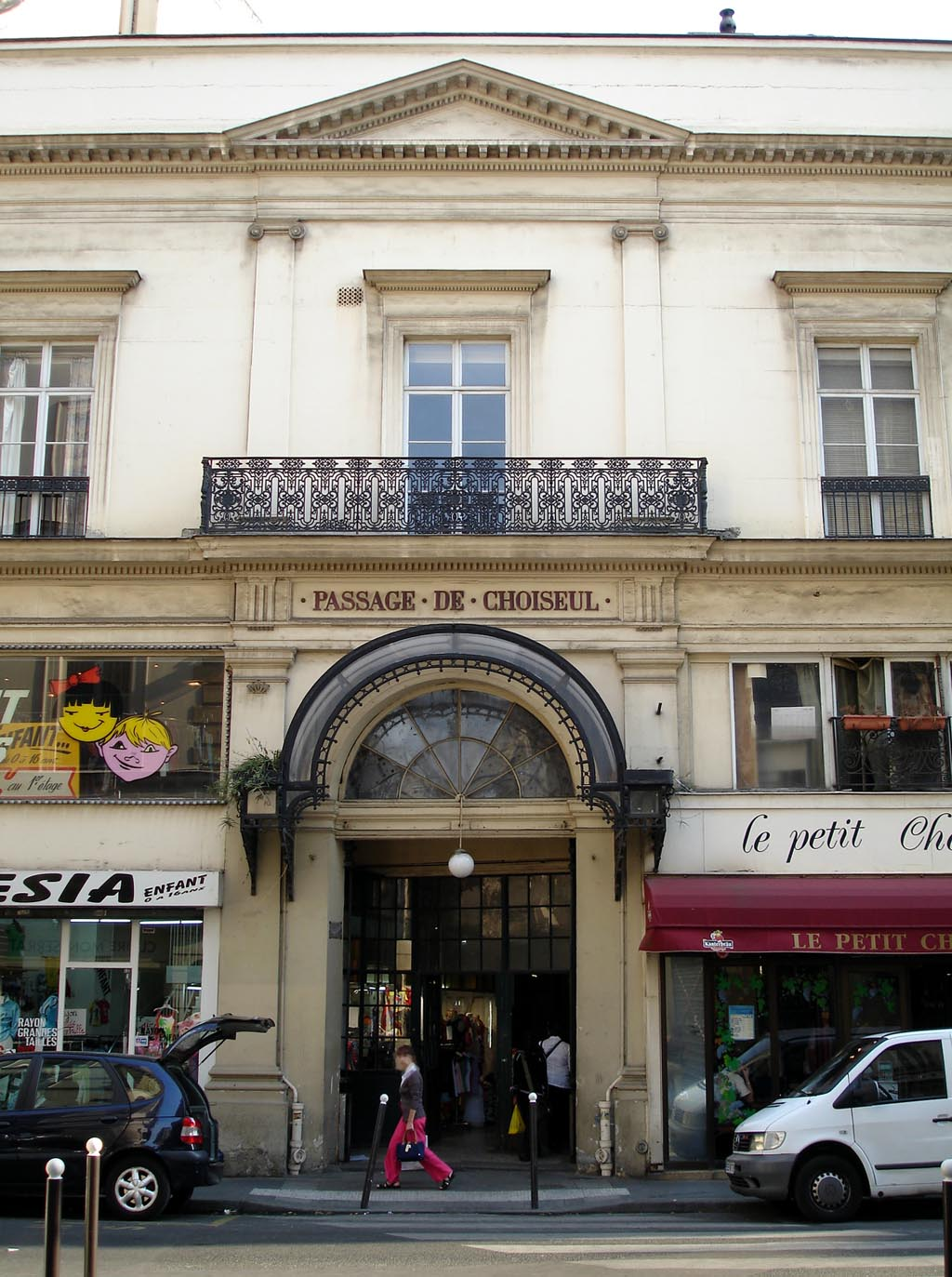
舒瓦瑟尔拱廊街入口

舒瓦瑟尔拱廊街（Passage Choiseul）是巴黎的拱廊街之一，位于巴黎第二区小场街（Rue des Petits-Champs），薇薇安拱廊街以西。它是舒瓦瑟尔街的延续。 

## 历史
舒瓦瑟尔拱廊街建于1825-1827年，由弗朗索瓦 Mazois设计。他去世时建筑尚未完成，由另一位建筑师安托万·塔维涅完成了工程。20世纪初，幼年的路易-费迪南·塞利纳曾住在这里，他成年后形容此处具有狗尿和煤气灯的气味。 1907年，玻璃屋顶被换下。拱廊街年久失修。在上世纪70年代，高田贤三在拱廊街内开了一家精品店，后来搬迁到胜利广场。

## 今天
舒瓦瑟尔拱廊街是一个购物区。它有服装店，书店，珠宝店，画廊和艺术品商店。巴黎轻歌剧院（Théâtre des Bouffes-Parisiens）的入口位于拱廊街内。底层主要是零售店，而楼上主要是住宅。它是城市中最长的有顶拱廊街，长190米，宽3.7米。在2012年，它开始由让·弗雷德里克 Grevet整修和恢复。它列为法国历史古迹。  